# Ballistische coëfficiënt
De ballistische coëfficiënt, symbolisch aangeduid met BC, geeft aan in welke mate een projectiel in lucht kan doordringen. Een hoge BC betekent een hoog doordringend vermogen. De BC is omgekeerd evenredig met de luchtweerstand die het projectiel ondervindt. De BC is afhankelijk van eigenschappen van het projectiel zoals de massa, de weerstandscoëfficiënt en de doorsnede (of kaliber).

## Definitie
De ballistische coëfficiënt BC is gedefinieerd als:
{\displaystyle BC={\frac {m}{C_{w}\times A}}={\frac {\rho \times l}{C_{w}}}}
waarin:
- m = massa van projectiel
- A = oppervlakte vooraanzicht
- Cw = weerstandscoëfficiënt (Engelstalig: Cd)
- {\displaystyle \rho } = gemiddelde dichtheid (massa per volume-eenheid)
- l = lengte projectiel